# Луїс Арагонес
Хос́е Луї́с Арагоне́с Суа́рес (ісп. José Luis Aragonés Suárez; нар. 28 липня 1938, Орталеса, Мадрид — пом. 1 лютого 2014, Мадрид) — колишній футболіст, тренер багатьох футбольних команд Прімери, та збірної Іспанії з футболу. Як гравець найповніше проявив себе в команді Атлетіко (Мадрид) (1960-74 рр), де і почав свою тренерську діяльність в 1974 році. Разом із «біло-червоною» командою чотири рази ставав чемпіоном Прімери, здобув Інтерконтинентальний Кубок і вийшов до фіналу Кубка Європи.
На полі займав позицію форварда, іноді діяв як центральний захисник.
Загалом на його рахунку участь у 360 матчах Прімери і близько 160 забитих м'ячів.

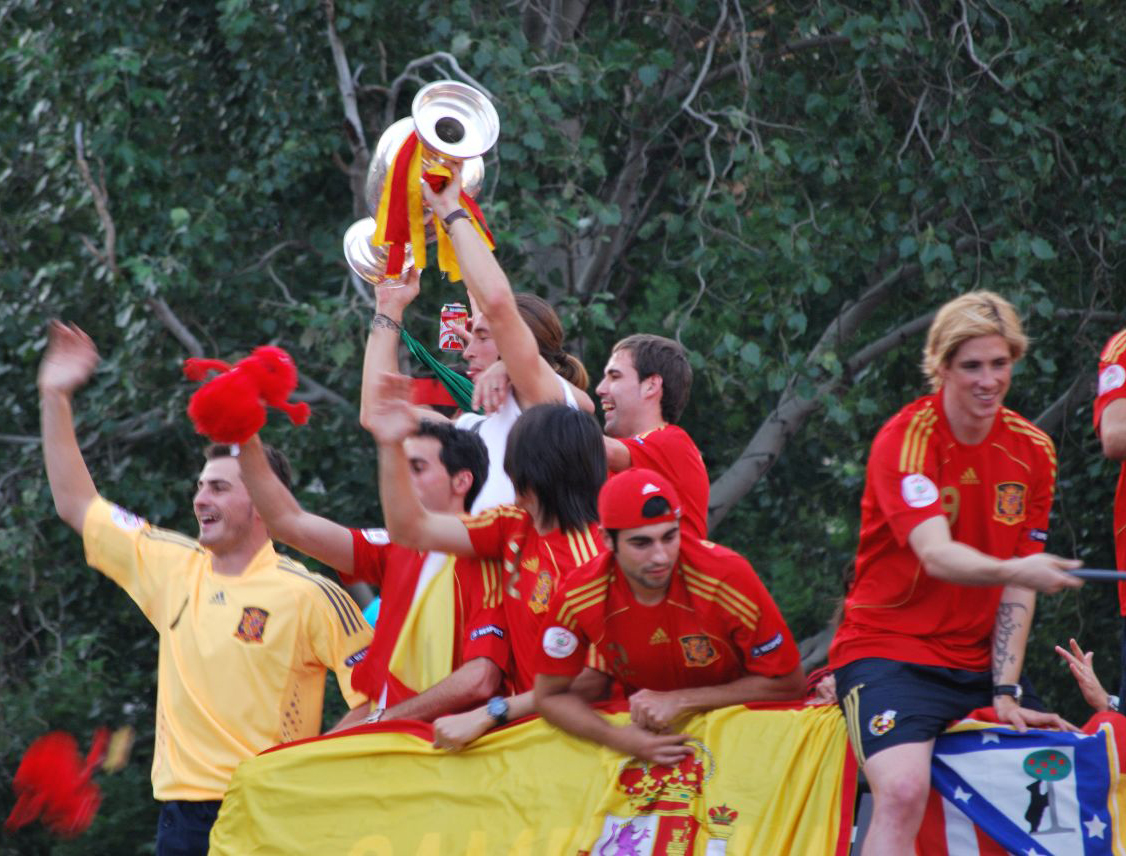

## Гравець
Арагонес почав займатись футболом, навчаючись у коледжі Хамартинських єзуїтів. Юного гравця помітили селекціонери з футбольного клубу «Хетафе», під кольорами якого майбутній голеадор і розпочав свою професійну кар'єру. Невдовзі талановитого гравця помітили селекціонери з іншого мадридського футбольного клубу, і вже 1958 року Арагонес приміряв білу форму королівського клубу Реал Мадрид. Та майбутній зірці Прімери так і не вдалося, бодай раз, зіграти за основу «бланкос» і за декілька наступних турнірів, Арагонес на правах оренди, грав в таких різних клубах, як то Рекреативо із Уельви, футбольний клуб Геркулес та, власне, у резерві Мадридського Реалу — в команді Плюс Ультра.
В середині чемпіонату 1960-61 рр., а саме 11 грудня в матчі Мальорка — Ов'єдо (1:0) Арагонес дебютував у Прімері в складі команди Реал Ов'єдо, щоправда, знову як орендований гравець. У майці саме цього клубу молодий форвард відіграв свій перший чемпіонат Прімери.
Наступного чемпіонату Арагонес розірвав усі зв'язки з королівським клубом Реал Мадрид, співпраця з яким так и не принесла амбітному гравцю дивідендів, та розпочав плідну гру за інший королівський клуб — Реал Бетіс Баломп'є. Молодий форвард залишався в основі «Бетіса» впродовж трьох чемпіонатів (1961–1964), зігравши в 82 матчах й відзначившись 33 голами в ворота суперника.

### Кар'єра в Атлетіко
1964 року Арагонес перейшов до мадридського «Атлетіко». В історію цього клубу Луїс Арагонес ввійшов як організатор найгостріших атак, вісь та лідер нападу «рохо-бланкос», а також як неперевершений виконавець стандартів. Першого свого сезону, на чолі з новим форвардом, Атлетіко виборола Кубок Короля (знаний також як Копа Дель Рей) і посіла почесне друге місце в турнірній таблиці чемпіонату. Наступного року, «Атлетіко» переміг у Прімері. За наступні роки разом з «червоно-білими» Арагонес ще двічі вигравав чемпіонат та здобував національний кубок. У сезоні 1969—1970 Арагонес був удостоєний нагороди Трофео Пічічі, як найкращий бомбардир чемпіонату — 16 забитих м'ячів, розділивши звання найвправнішого голеадора з Амансіо та товаришем по мадридській команді Хосе Еулоджіо Гарате.
За часів своєї зіркової кар'єри в Атлетіко Арагонес здобув прізвисько «Zapatones» (сапатонес), що в буквальному перекладі означає «великі бутси».
Завершив свою кар'єру гравця Луїс Арагонес також в Атлетіко, 1974 року після фіналу Кубка Європи проти мюнхенської «Баварії». Вдома іспанці зіграли внічию, з рахунком 1:1. Автором єдиного голу в ворота баварців був Арагонес. Та у матчі-відповіді в Німеччині Баварія перемогла з рахунком 4:0 і стала володарем почесного трофею — Кубка Європи.
Загалом, Луїс Арагонес відіграв 360 матчів Прімери, відзначившись 161 голом. Найбільше м'ячів нападник забив у ворота футбольного клубу «Валенсія» (15).
За час своєї футбольної кар'єри форвард лише тричі отримував червону картку.
У зустрічах на Кубок Європи провів 22 матчі, у восьми з яких відзначився голом; 9 м'ячів (у 18 матчах) забив у зустрічах Кубку УЄФА/Кубку ярмарків.

## Тренер
Наступного року в чемпіонаті 1974-75 роках керівництво «Атлетіко» запропонувало Арагонесу тренерську посаду основного складу «рохо-бланкос». Форвард, що вже встиг зіграти в 6 турах чинного чемпіонату, як гравець цієї ж команди вирішив прийняти пропозицію і «повісив бутси на цвях». Так розпочався Луїс Арагонес-тренер. За часів своєї тренерської діяльності в «Атлетіко», Арагонес здобув нове прізвисько — El Sabio de Hortaleza (мудрець із Орталеси).
1974 року в 10-му турі чемпіонату Арагонес очолив «Атлетіко», змінивши на цій посаді Хуана Карлоса Лоренцо.
Вже через два роки, а саме 1976 року, «рохо-бланкос» під керівною рукою свого колишнього гравця вибороли свій черговий Кубок Короля.
Наприкінці сезону 1977—1978 Арагонес залишив тренерство в «Атлетіко», щоправда, впродовж цього чемпіонату (з 6-го по 9-й тур) «червоно-білі» виходили на поле під його керівництвом.
У сезоні 1979—1980 Арагонес знову повернувся до тренування мадридської команди, та через невтішні результати гри «рохо-бланкос» він змушений був залишити команду ще до завершення чинного чемпіонату.
1981 року Арагонеса було запрошено до тренування з командою «Реал Бетіс», та під його керівництвом «біло-зелені» зіграли лише перший тур Прімери. «Сухий» матч проти «Расінга» із Сантандеру підопічні Арагонеса провально програли — 2:0.
Наступного чемпіонату (1982—1983 роки) Арагонес повернувся до Мадриду і знову до «Атлетіко». Цієї Прімери «рохо-бланкос» здобули і Копа Дель Рей, і Суперкубок Іспанії (до речі, вперше за всю історію існування команди). Після такого приголомшливого успіху керівництво клубу залишило Арагонеса на тренерській лавці ще на чотири чемпіонати (до 1986 року).
Після припинення дії контракту з Атлетіко, Арагонеса було запрошено на посаду тренера до каталонського клубу Барселона, через звільнення в 4-му турі чемпіонату діючого тренера «блау-гранас» Т'єрі Венаблеса. Разом з «Барселоною» Арагонес здобув Кубок Короля і значно покращив турнірні показники клубу.
Деякий час Арагонес тренував ще одну каталонську команду — «Еспаньйол», та 1991 року, в котре, знову повернувся до рідного Атлетіко. За два чемпіонати що Арагонес тренував «рохо-бланкос», він в третє одержав Кубок Короля з цією командою та, взагалі, в четверте за свою тренерську діяльність.
1993 року Арагонес тренував вже іншу команду Прімери — футбольний клуб «Севілья». На чолі цієї команди він перебував протягом двох чемпіонатів, показавши неабиякі результати.
1995 року Арагонеса було запрошено до футбольного клубу Валенсія. З левантійською командою. у свій перший чемпіонат Прімери, він здобув для команди лідерство в під-чемпіонаті Ліги. Та наступний чемпіонат на тренерській лавці Валенсії минув не так успішно, як попередній, а відтак, на період нового чемпіонату 1997-98 рр. Арагонес відновив тренерство з «Реалом Бетіс». Щоправда і у цьому клубі він не затримався надовго. Наступного чемпіонату Арагонес став наставником вже «Реала Ов'єдо».
Перед сезоном 2000—2001 Арагонес знову змінив клуб на «Мальорку». На посаді тренера саме цієї команди, Арагонес підняв невеликий клуб зі скромним фінансуванням до третього місяця в іспанській футбольній лізі (рекорд результативності клубу за всю історію його існування). Останній матч Арагонеса, на чолі клубу з Мальорки, за іронічним збігом обставин, був проти колишніх підопічних тренера — «Реалу Ов'єдо» . Із рахунком 4:2 «Мальорка» виграла цей турнір, а команда з Ов'єдо скотилася до нижчого дивізіону — Сегунди.
Перед сезоном 2001—2002 Арагонес очолив «Атлетіко». Вивівши команду із низин Сегунди, Арагонес ще на сезон залишився на посаді тренера «рохо-бланкос». Та в чемпіонаті 2003—2004 рр. поновив своє тренерство в Мальорці.
За своєї тренерської діяльності Луїс Арагонес провів 1 045 матчів: 757 матчів у рамках Прімери та 42 матчі Сегунди, 138 поєдинків на Кубок Короля, 32 матчі на Кубок Ліги, 6 — на Суперкубок і Кубок Європи, 25 — на Кубок УЄФА, та 2 матчі — за Інтерконтинентальний Кубок.
2004 року Арагонес вступив до Іспанської Королівської Федерації Футболу і в липні цього ж року був запрошений на посаду тренера національної збірної, яку залишив після тріумфу на чемпіонаті Європи 2008.
З 2008 по 2009 роки Луїс Арагонес тренував «Фенербахче».

## Збірна

### Кар'єра гравця
Як гравець збірної Іспанії Арагонес виходив на поле в 11 матчах і відзначився трьома голами.
Його дебютний вихід під кольорами збірної відбувся 8 травня 1965 року в гостьовому матчі у Глазго проти збірної Шотландії (0:0).
Останній матч за збірну Арагонес відіграв 12 січня 1972 року у мадридській зустрічі проти збірної Угорщини (1:0).
При участі Арагонеса «селесьйон» жодного разу не зазнала поразки, відігравши внічию 4 матчі та виборовши перемогу в 7 зустрічах.

### Тренерство
Луїс Арагонес — колишній наставник збірної Іспанії. На цій посаді 1 липня 2004 року змінив Ін'які Саеса. Вперше за його керівництва збірна вийшла на поле стадіону острову Гран-Канарія 18 серпня 2004 року в домашньому матчі проти збірної Венесуели. Дебют Арагонеса, як очільника збірної, виявився успішним — Іспанія виборола перемогу у латиноамериканської команди з рахунком 3:2.
Під керівництвом Арагонеса іспанська збірна 2006 року брала участь у світовому футбольному чемпіонаті. Тренер та його команда, на шляху до фіналу класифікації Мундіаля-2006, посіли лише друге місце в групі 7 (на першому розмістилась Сербія і Чорногорія), і іспанці змушені були відіграти серію стикувальних матчів. Щоправда, у відбірному циклі матчів команда жодного разу не зазнала поразки. У першій же зустрічі Іспанія розгромила збірну Словаччини — 5:1, причому протягом 20 стартових хвилин гравці відзначилися одразу двома голами.
У Німеччині іспанці провели серію безпрограшних матчів, лише в 1/8 фіналу поступившись збірній Франції — 1:3. Перша поразка «селесьойн» під керівництвом Арагонеса в 25 «сухих» зустрічах.
Декілька діб по тому Арагонес вирішив піти у відставку, але Королівська Федерація Футболу вирішила інакше і залишила тренера на посаді, подовживши контракт із тренером до 2008 року.
Разом із Луїсом Арагонесом іспанці зіграли 37 матчів, з яких 22 матчі виграли, 9 зустрічей звели внічию, і лише 4 поєдинки закінчилися поразкою. Іспанці у рамках мундіалю програли збірній Франції (1:3); у класифікаційному циклі матчів на Євро-2008 проти Північної Ірландії у Белфасті (6 вересня, 2006 року) та проти збірної Швеції (7 жовтня, 2006 року) у Стокгольмі, не змогла вибороти перемогу — (3:2) та (2:0) відповідно; та у товариському матчі (15 листопада 2006 року) в Кадісі зазнала поразки у матчі проти Румунії.
Загалом, під проводом Арагонеса, іспанці забили у ворота суперника 69 м'ячів, пропустивши лише 24.
2006 року в циклі відбірних матчів на чемпіонат Європи 2008 іспанська збірна під керівництвом Арагонеса, посіла перше місце в групі F. На шляху до фіналу європейської першості команда впевнено обійшла збірну Італії (1/4 чемпіонату, рахунок 0-0, перемога у серії пенальті), та збірну Росії (півфінал, 3-0). 26 червня 2008 року на стадіоні Ернст-Гаппель (Відень) у фінальному протистоянні підопічні Арагонеса зустрілися зі збірною Німеччини. Нападник «селесьйон» Фернандо Торрес забив єдиний гол у матчі, допомігши збірній вдруге перемогти на континентальній першості.

## Статистика виступів

### Статистика клубних виступів
| Сезон             | Команда           | Чемпіонат         | Чемпіонат | Чемпіонат |
| Сезон             | Команда           | Ліга              | Ігор      | Голів     |
| ----------------- | ----------------- | ----------------- | --------- | --------- |
| 1960–61           | «Реал Ов'єдо»     | ПД                | 13        | 4         |
| 1961–62           | «Реал Бетіс»      | ПД                | 28        | 8         |
| 1962–63           | «Реал Бетіс»      | ПД                | 30        | 14        |
| 1963–64           | «Реал Бетіс»      | ПД                | 24        | 11        |
| 1964–65           | «Атлетіко»        | ПД                | 30        | 19        |
| 1965–66           | «Атлетіко»        | ПД                | 28        | 18        |
| 1966–67           | «Атлетіко»        | ПД                | 23        | 11        |
| 1967–68           | «Атлетіко»        | ПД                | 28        | 16        |
| 1968–69           | «Атлетіко»        | ПД                | 17        | 4         |
| 1969–70           | «Атлетіко»        | ПД                | 30        | 16        |
| 1970–71           | «Атлетіко»        | ПД                | 17        | 3         |
| 1971–72           | «Атлетіко»        | ПД                | 31        | 11        |
| 1972–73           | «Атлетіко»        | ПД                | 32        | 16        |
| 1973–74           | «Атлетіко»        | ПД                | 23        | 9         |
| 1974–75           | «Атлетіко»        | ПД                | 6         | 0         |
| Усього за кар'єру | Усього за кар'єру | Усього за кар'єру | 360       | 160       |

### Статистика виступів за збірну
| Дата       | Місто    | Господарі | Результат | Гості             | Турнір            | Голи | Примітки |
| ---------- | -------- | --------- | --------- | ----------------- | ----------------- | ---- | -------- |
| 8-5-1965   | Глазго   | Шотландія | 0 – 0     | Іспанія           | товариський матч  | -    |          |
| 23-10-1966 | Дублін   | Ірландія  | 0 – 0     | Іспанія           | Відбір до ЧЄ 1968 | -    |          |
| 7-12-1966  | Валенсія | Іспанія   | 2 – 0     | Ірландія          | Відбір до ЧЄ 1968 | -    |          |
| 22-10-1967 | Мадрид   | Іспанія   | 2 – 1     | Чехословаччина    | Відбір до ЧЄ 1968 | -    |          |
| 28-2-1968  | Севілья  | Іспанія   | 3 – 1     | Швеція            | товариський матч  | -    |          |
| 2-5-1968   | Мальме   | Швеція    | 1 – 1     | Іспанія           | товариський матч  | -    |          |
| 17-10-1968 | Ліон     | Франція   | 1 – 3     | Іспанія           | товариський матч  | 1    |          |
| 27-10-1968 | Белград  | Югославія | 0 – 0     | Іспанія           | Відбір до ЧС 1970 | -    |          |
| 28-10-1970 | Сарагоса | Іспанія   | 2 – 1     | Греція            | товариський матч  | 1    |          |
| 11-11-1970 | Севілья  | Іспанія   | 3 – 0     | Північна Ірландія | Відбір до ЧЄ 1972 | 1    |          |
| 12-1-1972  | Мадрид   | Іспанія   | 1 – 0     | Угорщина          | товариський матч  | -    |          |
| Усього     |          | Матчів    | 11        |                   | Голів             | 3    |          |

## Досягнення

### Гравець
- Чемпіонство національної Ліги — 3 рази:
  - 1966, 1970, 1973 — з Атлетіко (Мадрид)
- Кубок Генералісимуса — 1 раз:
  - 1972 — з Атлетіко (Мадрид)
- Кубок Короля — 1 раз:
  - 1965 — з Атлетіко (Мадрид)

### Індивідуальні
- Трофео Пічічі (найкращому бомбардиру) — 16 м'ячів
  - 1970
- «Великий Королівський Хрест», орден за досягнення у спорті
  - 2002

### Тренер
- Міжконтинентальний кубок — 1 раз:
  - 1974 — Атлетіко (Мадрид)
- Чемпіонат Національної Ліги — 1 раз:
  - 1974 — Атлетіко (Мадрид)
- Кубок Короля — 4 рази:
  - 1976, 1985, 1992 — Атлетіко (Мадрид)
  - 1988 — Барселона
- Суперкубок Іспанії — 1 раз
  - 1985 — Атлетіко (Мадрид)
- Чемпіонат Другого дивізіону (Сегунда) — 1 раз:
  - 2002 — Атлетіко (Мадрид)
- Чемпіонат Європи — 1 раз:
  - 2008 — Національна збірна Іспанії